# Чапультепек
Чапультепе́к (на языке науатль означает «на холме кузнечиков») — название холма в центре Мехико, вокруг которого разбит одноимённый парк площадью около 700 га. Это самый большой из городских парков Америки.
Во времена ацтеков — местонахождение загородной резиденции императора, которая соединялась с Теночтитланом насыпью и акведуком. При испанцах — охотничий заказник с дворцом вице-короля, в котором в 1833 году была размещена военная академия.
В сентябре 1847 года здесь произошло крупное сражение при Чапультепеке между американскими и мексиканскими войсками.
Среди достопримечательностей Чапультепека — одноимённый зоопарк, скала с рельефным изображением Монтесумы I, дворец императора Максимилиана и Национальный музей антропологии — крупнейшее в мире собрание наследия месоамериканской цивилизации.
В парке рядом с музеем можно наблюдать танец-ритуал воладор.

## В литературе
Парк фигурирует, в качестве места встречи, в романе Даниила Гранина «Бегство в Россию».